# انوو-لو-فوکون
انوو-لو-فوکون (به فرانسوی: Aunou-le-Faucon) یک کمون در فرانسه است که در canton of Argentan-Est واقع شده‌است. انوو-لو-فوکون ۶٫۶۹ کیلومتر مربع مساحت دارد ۱۶۰ متر بالاتر از سطح دریا واقع شده‌است.